# Chuột nhảy rừng thưa
Chuột nhảy rừng thưa, tên khoa học Napaeozapus insignis, là một loài động vật có vú trong họ Dipodidae, bộ Gặm nhấm. Loài này được Miller mô tả năm 1891.

## Hình ảnh

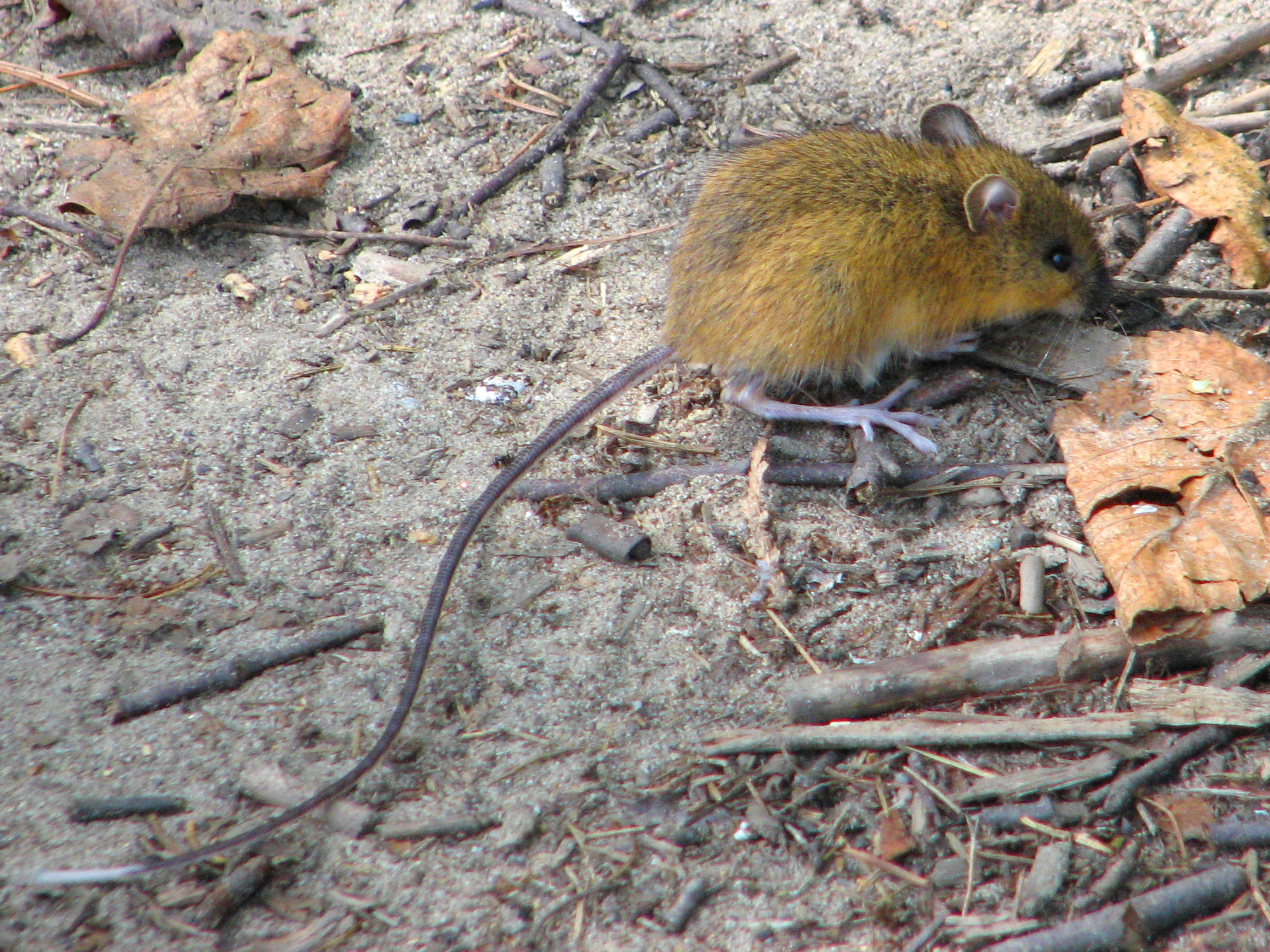
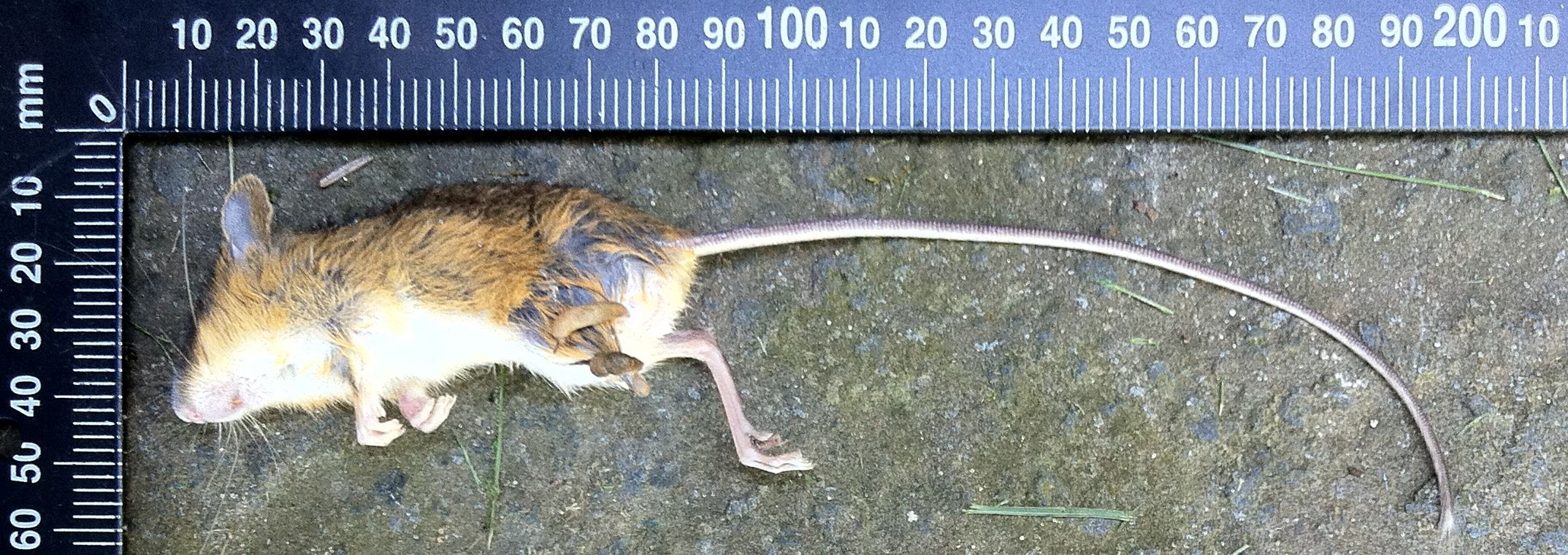

## Phân loài
- N. i. insignis
- N. i. abietorum
- N. i. saquenayensis
- N. i. roanensis
- N. i. frutectanus